# Sabine B. Marquardt
Sabine Bernhardine Marquardt (* 1960 als Sabine B. Spitzlei) ist eine deutsche römisch-katholische Theologin, Religionspädagogin, Evaluatorin von Schulen und Gymnasiallehrerin. Ihre Arbeitsschwerpunkte sind: Theologie der Spiritualität und Mystik, Kirche und Menschenrechte und schulische Qualitätsarbeit.

## Leben
Sabine B. Marquardt studierte bis Mitte der 1980er Jahre an der Albert-Ludwigs-Universität Freiburg und an der Universität Wien die Fächer Jura, katholische Theologie, Germanistik und Pädagogik, welche sie mit dem Magister Artium und dem ersten Staatsexamen für das Lehramt an Gymnasien abschloss. Sie war Stipendiatin der Landesgraduiertenförderung von Baden-Württemberg und promovierte sich 1990 zur Doktorin der Theologie an der Universität Freiburg. Darauf folgte ein Forschungsaufenthalt mit dem Stipendienwerk Lateinamerika-Deutschland in Argentinien, eine Anstellung als Professorin für spirituelle Theologie an der Universität des Nordens Heiliger Thomas von Aquin (UNSTA) sowie als Lektorin des Deutschen Akademischen Austauschdienstes (DAAD) an der Universidad Nacional de Tucumán (UNT) in San Miguel de Tucumán (Argentinien). 1994 übernahm sie die Stelle der Referentin für Menschenrechte der Deutschen Kommission Justitia et Pax, 2001 die der Leiterin der Bildungsabteilung von missio (München). Seit 2005 ist sie als Gymnasiallehrerin, Studiendirektorin und schulische Referentin der Agentur für Qualitätssicherung, Evaluation und Selbstständigkeit von Schulen (AQS) beim Land Rheinland-Pfalz/Aufsichts- und Dienstleistungsdirektion (ADD) tätig. Seit ihrer Promotionszeit arbeitet Sabine B. Marquardt als Publizistin und Erwachsenenbildnerin. Sie wohnt mit ihrer Familie in Unkel am Rhein.

## Werke (Auswahl)
- S. B. Spitzlei: Erfahrungsraum Herz – zur Mystik des Zisterzienserinnenklosters Helfta im 13. Jhd. Stuttgart-Bad Cannstatt: Frommann-Holzboog, 1991 (Mystik in Geschichte und Gegenwart 1, 9, hg. v. H. Riedlinger, M. Schmidt).
- Liebesbriefe hinter Klostermauern. Zeugnisse geistlicher Freundschaft. Hg., eingel. und zum Teil neu übersetzt v. S.B. Spitzlei, Freiburg: Herder, 1990.
- Edith Stein: Los Caminos del Silencio interior. Introducción, traduccíon y notas de A. Bejas y S.B. Spitzlei. Buenos Aires: Bonum, 1992.
- S.B. Marquardt / M. Pankoke-Schenk (Hg.): Vergewaltigt – Verschwunden – Versöhnt. Menschenrechtsverletzungen an Frauen in Kriegs- und Friedenszeiten. Bonn 1998 (Schriftenreihe Gerechtigkeit und Frieden, Arb. 78).
- S.B. Marquardt-Spitzlei: Das Herz als Erfahrungsraum Gottes in den »Exercitia Spiritualia«. In: Aufbruch zu neuer Gottesrede. Hrsg. von Siegfried Ringler, Ostfildern: Grünewald, 2008, 46 - 60.
- S.B. Marquardt: Nähe und Distanz. Maria aus Magdala begegnet dem Auferstandenen (Joh 20,1 - 18). In: Frauen predigen. Ostfildern: Schwabenverlag 1998, 194 - 197.
- S.B. Marquardt: The Single Human Rights und the Multiple Religions. In: Towards Global Human Rights, hrsg. vom International Centre for Human and Public Affairs, Tilburg 1996.
- S. B. Spitzlei: La literatura teológica femenina en la Edad Media y sus paralelos en Latinoamerica. In: Quadernos monasticos 107 (1993), 563-577; auch erschienen in: Teología Espiritual 37 (1993), 403-416.

| Personendaten    | Personendaten                                                                                             |
| ---------------- | --- |
| NAME             | Marquardt, Sabine B.                                                                                      |
| ALTERNATIVNAMEN  | Marquardt, Sabine Bernhardine (vollständiger Name); Spitzlei, Sabine B. (Geburtsname)                     |
| KURZBESCHREIBUNG | deutsche römisch-katholische Theologin, Religionspädagogin, Evaluatorin von Schulen und Gymnasiallehrerin |
| GEBURTSDATUM     | 1960 |